# Cerithiopsis micalii
Cerithiopsis micalii is een slakkensoort uit de familie van de Cerithiopsidae. De wetenschappelijke naam van de soort is voor het eerst geldig gepubliceerd in 1997 door Cecalupo & Villari.